# 長岡市悠久山プール
長岡市悠久山プール（ながおかしゆうきゅうざんプール）は、新潟県長岡市の水泳競技場。2023年（令和5年）3月31日で廃止となる。

## 歴史
1962年（昭和37年）に建設、翌1963年（昭和38年）に新潟県営長岡水泳競技場（野外プール）として開場した。

### 前史
悠久山には大正時代からプールがあり、1925年（大正15年）には栃尾鉄道によって悠久山プール（50メートル×9コース、1メートルと3メートルの飛込台）が竣工している。この悠久山プールには1951年（昭和26年）に遊佐正憲や古橋廣之進が招かれて高校生の指導に当たり市民が多く見物に訪れた。

### 開設
先述の通り、長岡市悠久山プールの前身は1962年建設、翌1963年に開場した新潟県営長岡水泳競技場（野外プール）である。開場当時は50メートル×9コース、25メートルサブフール、飛込みプールがあった。
1995年（平成7年）には悠久山屋内プール（25メートル×8コース）が竣工した。

### 閉鎖
老朽化のため、2023年（令和5年）3月31日で廃止となる。

## 施設
2023年3月時点で以下の施設を有する。
- 屋外幼児プール
  - ひょうたん型
  - 四角型
- 屋内温水プール
  - 25mプール
  - 飛び込み練習プール